# Římskokatolická farnost Jetřichovice
Římskokatolická farnost Jetřichovice (lat. Dittersbachium) je církevní správní jednotka sdružující římské katolíky na území obce Jetřichovice a v jejím okolí. Organizačně spadá do děčínského vikariátu, který je jedním z 10 vikariátů litoměřické diecéze. Centrem farnosti je kostel svatého Jana Nepomuckého v Jetřichovicích.

## Historie farnosti
Matriky jsou v místě vedeny od roku 1752. Farnost byla kanonicky zřízena od roku 1787.

### Duchovní správcové vedoucí farnost
Začátek působnosti jmenovaného v duchovní správě farnosti od:
- 17. 3. 1787   Anton. Grohmann, † 1. 4. 1797
- 1797   Car. Süssner
- 1801   Franc. Thiel, † 11. 1. 1812
- 1812   Jos. Rusch, n. 15. 3. 1771 Leitmeritz, o. 24. 2. 1794, † 26. 10. 1856
- 1820   Bern. Viererbl, n. 31. 12. 1774 Droschigens., o. 24. 9. 1801, † 19. 4. 1821
- 1821   Franc. Hantschel, n. 23. 1. 1776 Lindau, o. 12. 9. 1802, † 30. 5. 1823
- 1823   par. vacat, coop. Jos. Usler
- 1823   Ioann. Langer, n.  14. 5. 1778 Auscha, o. 8. 9. 1804, † 10. 1. 1841
- 1842   Joann. Setzer, n. 12. 9. 1791 Michelsdorf., o. 15. 8. 1815, † 7. 11. 1856
- 1857   par. vacat, admin. iterim. Joann. Loesel
- 1858   Laur. Hoentschel, n. 19. 2. 1808 Lobendava, o. 4. 8. 1834, † 17. 3. 1890
- 1868   Jos. Ehl, n. 10. 7. 1820 Solnic., o. 25. 7. 1846, † 11. 6. 1894
- 1878   par. vacat, admin. interc. Jos. Schütz
- 1879   Ludovic. Schön, n. 30. 6. 1831 Nissens. (Sil.), o. 31. 7. 1860, † 5. 3. 1908
- 1892   Martin. Durnwalder, n. 16. 1. 1835 Welsberg (Tirol.), o. 9. 4. 1859, † 16. 1. 1893
- 1894   Alois. Marburg, n. 21. 6. 1861 Wildenschwert, o. 11. 5. 1884, † 8. 8. 1925
- 1906   Franc. Prockert, n. 24. 10. 1868 Grosslippen, o. 17. 6. 1894, † 27. 10. 1921
- 1907   Jos. Kindermann, n. 27. 6. 1859 Georgswald., o. 11. 5. 1884, † 3. 12. 1919
- 1909   Wenc. Martinovský, n. 24. 9. 1869 Vysoká, o. 2. 7. 1893, † 13. 7. 1956
- 1921   Franc. Kozák, n. 2. 7. 1868 Jívany, o. 17. 6. 1894, † 8. 12. 1943
- 1936   par. vacat, admin. interc. Siegfried. Hieke
- 1. 8. 1936 Siegfried Hieke, n. 26. 10. 1882 Böhmisch Kamnitz, o. 14. 7. 1907, † 10. 1. 1962
- 1. 7. 1946 Jos. Kollmann
- 1. 10. 1948 Hroznata Franc. Geršl
- 1. 1. 1949 Alois Petrucha
- 1. 9. 1953 Josef Jech
- 1. 9. 1959 Rudolf Pfáb
- 29. 7. 1963 Bedřich Prchala
- 1. 9. 1972 Stanislav Bečička
- 1. 8. 1973 Jan Rob SDB
- 1. 11. 1990 František Jirásek
- 1. 4.  1991 Stanislav Bečička
- 15. 8. 1991 Jaroslav Gajdošík
- 1. 8. 1998 Štefan Pilarčík
- 1. 10. 1999 Karel Jordán Červený
- 1. 10. 2001 Bohuslav Bártek, admin. exc. z Benešova nad Ploučnicí
- 1. 10. 2005 František Segeťa, admin. exc. in spiritualibus ze Srbské Kamenice
  - 1. 10. 2005 Mgr. Marcel Hrubý, admin. exc. in materialibus ze Srbské Kamenice
- 1. 9 . 2018 František Hylmar, SJ, admin. exc. in spiritualibus z Benešova nad Ploučnicí
- 1. 9.  2019 Jiří Kovář, SJ, admin. exc. in spiritualibus z Benešova nad Ploučnicí
- 1. 7.  2022 Vojtěch Suchý, SJ, admin. exc. in spiritualibus z Benešova nad Ploučnicí[3]

Kromě kněží stojících v čele farnosti, působili ve farnosti v průběhu její historie i jiní kněží. Většinou pracovali jako farní vikáři, kaplani, katecheté, výpomocní duchovní aj.

## Území farnosti
Do farnosti náleží území obce:
- Jetřichovice (Dittersbach[p 2])
- Na Tokáni (Balzhütte[p 2])
- Rynartice (Rennersdorf[p 2])
- Vysoká Lípa (Hohenleipa[p 2])
- Zadní Jetřichovice (Hinter Dittersbach[p 2])

## Římskokatolické sakrální stavby na území farnosti
| Fotografie | Stavba                      | Místo        | Bohoslužby                      | Zeměpisné souřadnice             | Status       | Číslo kulturní památky           |        |
| Kostel | Kostel                      | Kostel       | Kostel                          | Kostel                           | Kostel       | Kostel                           | Kostel |
| --- | --------------------------- | ------------ | ------------------------------- | -------------------------------- | ------------ | -------------------------------- | ------ |
| | Kostel sv. Jana Nepomuckého | Jetřichovice | bližší informace o bohoslužbách | 50°51′12″ s. š., 14°23′35″ v. d. | farní kostel | 36727/5-3715 (Pk•MIS•Sez•Obr•WD) |        |
| Některé drobné sakrální stavby a pamětihodnosti lze dohledat zde v databázi Drobné sakrální památky Zaniklé sakrální stavby lze dohledat zde v databázi Poškozené a zničené kostely, kaple a synagogy v České republice |                             |              |                                 |                                  |              |                                  |        |

Ve farnosti se mohou nacházet i další drobné sakrální stavby, místa římskokatolického kultu a pamětihodnosti, které neobsahuje tato tabulka.

## Příslušnost k farnímu obvodu
Z důvodu efektivity duchovní správy byl vytvořen farní obvod (kolatura) farnosti Srbská Kamenice, jehož součástí je i farnost Jetřichovice, která je tak spravována excurrendo. Přehled těchto kolatur je v tabulce farních obvodů děčínského vikariátu.

## Galerie

Římskokatolická farnost Jetřichovice
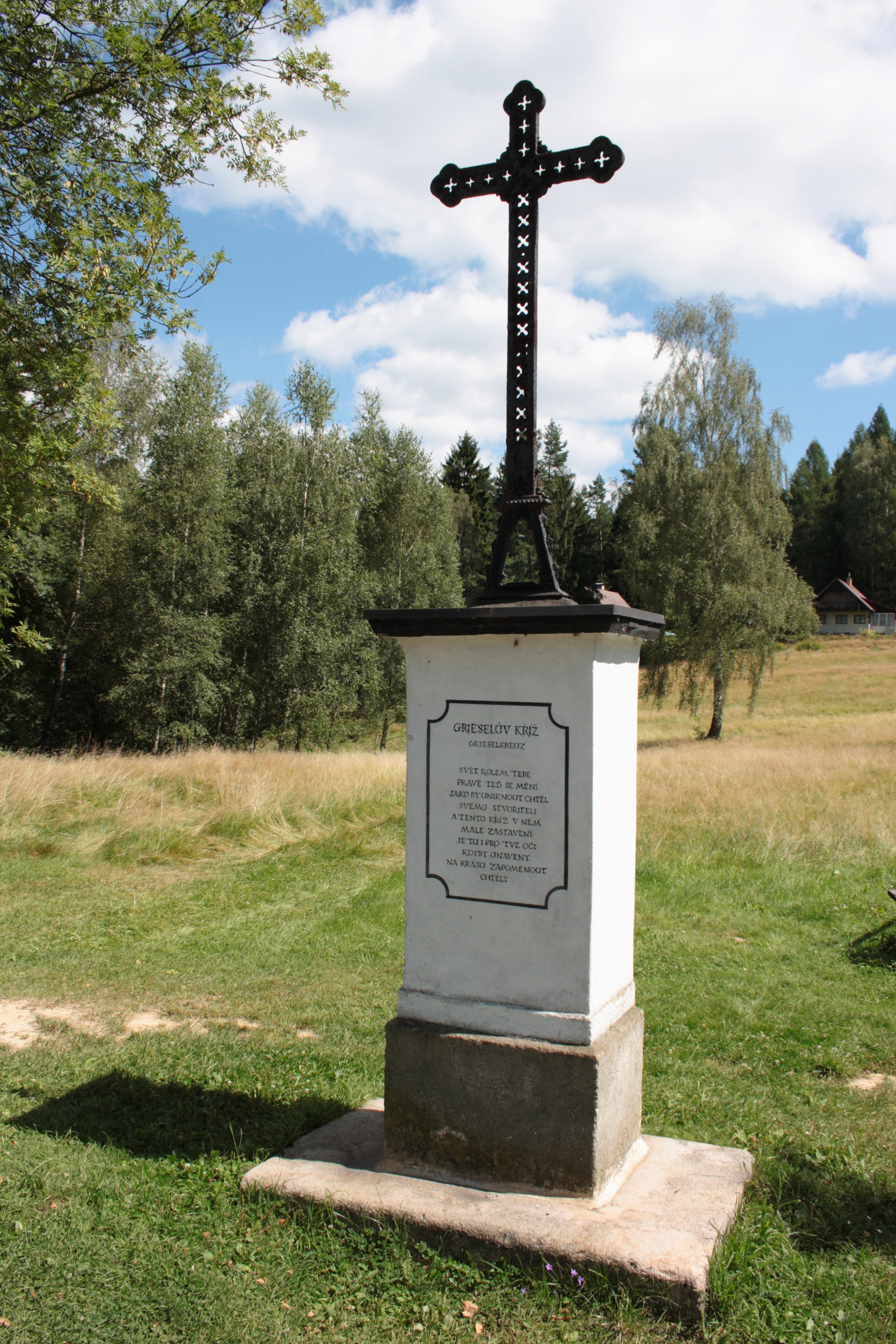
Grieselův kříž (něm. Grieselkreuz) v Jetřichovicích
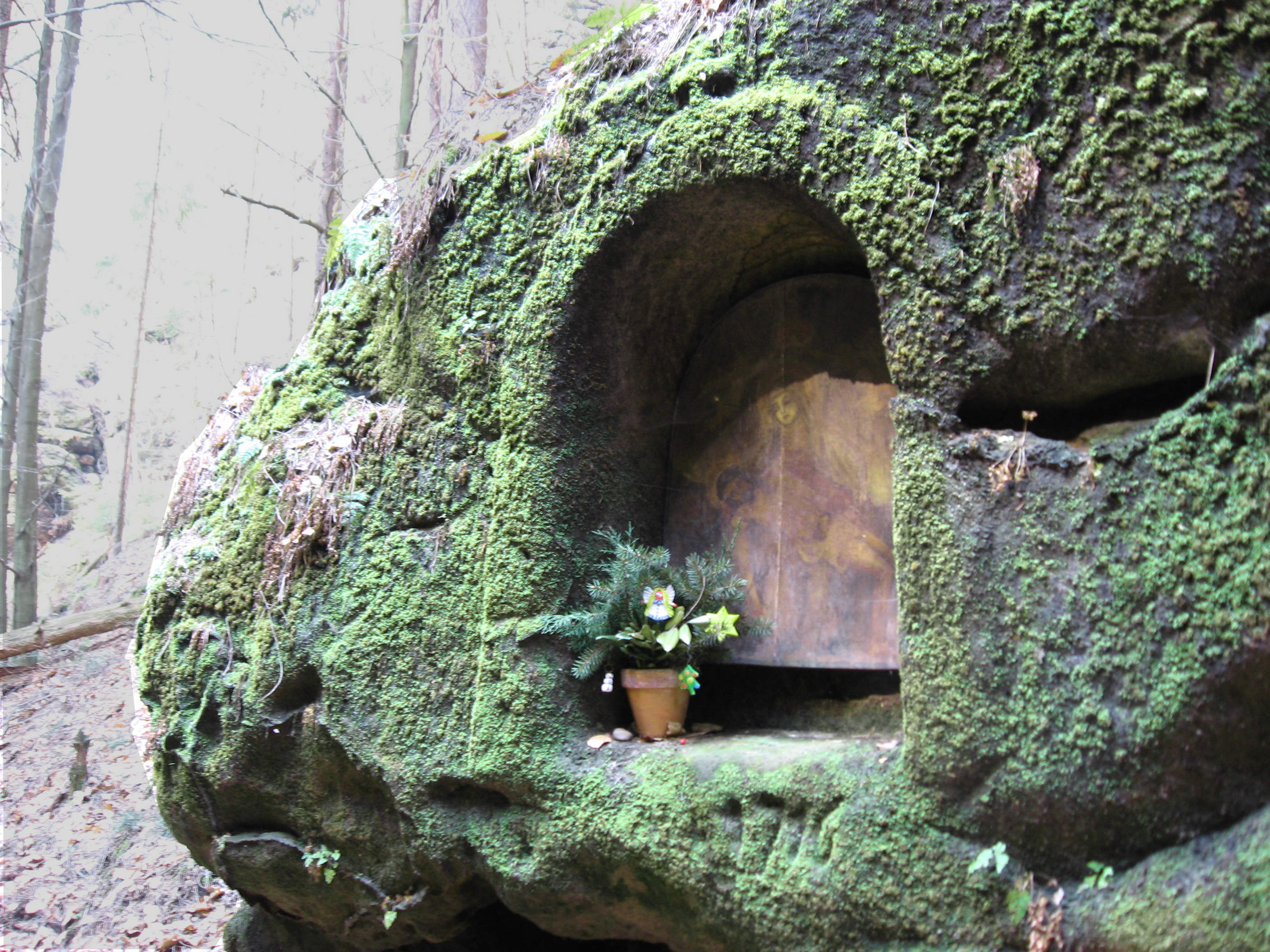
Skalní kaplička ve Vysoké Lípě